# Andreas Fogarasi
Andreas Fogarasi (né en 1977) est un artiste contemporain. Il vit et travaille à Vienne (Autriche). Il a participé à la Manifesta 4 à Frankfort en 2002, et à l'exposition GNS au Palais de Tokyo à Paris en 2003.
Le 17 octobre 2007, il reçut, à l'occasion de la 52e Biennale de Venise, un Lion d'Or pour son travail au sein du pavillon hongrois. Le jury souligna, à cette occasion, "la qualité, des relations intelligentes et poétiques, résultante du mariage entre l’architecture et l’histoire culturelle hongroise, ainsi que l’importance de la modernité de l’approche de l’artiste au travers les utopies et échecs resitués dans le contexte d’une histoire partagée" 
.